# هراند قوکاسیان
هراند قوکاسیان (زادهٔ سالِ ۱۳۰۶؛ ۱۹۲۷ میلادی) پزشک و مترجم ارمنی‌تبار اهل ایران بود که در جلفای اصفهان متولد شد. هراند تحصیلات ابتدایی و متوسطه را در اصفهان گذراند و تحصیلات عالیه خود را در دانشکدهٔ پزشکی دانشگاه تهران پی گرفت. وی اولین متخصص بیهوشی بود که در اصفهان شروع به کار کرد و در دانشکده پزشکی دانشگاه اصفهان به تدریس اشتغال ورزید و در سال ۱۳۴۵ نیز در کنار تدریس در در دانشکده پزشکی در دانشکده ادبیات دانشگاه اصفهان در رشته نو بنیاد زبان و ادبیات ارمنی نیز به تدریس ادبیات ارمنی مشغول گشت.
قوکاسیان مطرح‌ترین مترجم ادبیات زبان ارمنی در ایران بود.
وی با مجلات «سخن»، «ارمغان»، «صائب»، «نگین» و «هور» همکاری می‌کرد. او با «جنگ اصفهان» نیز همکاری داشت و با همکای محمد حقوقی در ترجمه اشعار شاعران نوپرداز ارمنی در مطبوعات ارمنی زبان کوشش نمود. وی اشعار مهدی اخوان ثالث و احمد شاملو (بامداد) و فروغ فرخزاد را به زبان ارمنی ترجمه کرد.
هراند قوکاسیان کتاب آنوش را که برگزیده ای از شعر شاعران ارمنی زبان است در سال ۱۳۴۸ و به مناسب صدمین سال سالگرد تولد هوهانس تومانیان شاعر ملی ارمنیان ترجمه و منتشر نمود در کتاب آنوش او به معرفی شاعرانی که در نسل‌کشی ارمنی‌ها در سال ۱۹۱۵ به قتل رسیدند، شاعران معروف ارمنستان شرقی و شاعران برگزیده ارمنستان غربی پرداخت.
قوکاسیان در سال ۱۳۴۹ دومین کتاب خود را به نام «گرونگ» حاوی ترجمه اشعار شاعران ارمنی زبان که خارج تز ارمنستان بودند و به‌خصوص شاعران ارمنی زبان ایرانی مانند گالوست خاننتس، آشوت آصلان، دو، آرماند، و آرشاویر مگردیچ پرداخت. آخرین کتاب چاپ شدهٔ قوکاسیان به نام گل‌های آفتابگردان در سال ۱۳۵۵ چاپ شد که ترجمهٔ کارهای منثور آرام مورادیان است.
هراند قوکاسیان علاقه فراوانی به اشعار زوریک میرزایانس داشت و در نظر داشت که مجموعه‌ای از اشعار میرزایانس را در کتاب جداگانه‌ای چاپ کند.

## درگذشت
بامداد روز یکشنبه ۲۰ خردادماه ۱۳۷۵ (۹ ژوئن ۱۹۹۶) به علت ناراحتی قلبی در اصفهان درگذشت.

مهدی سجادی نایینی در روزنامهٔ نسل فردا (مورخ ۱۲/۴/۱۳۸۴، ص۶) دربارهٔ او چنین نوشت: 
«رفتار شایسته و انسانی وی با بیمار زبانزد بود به گونه ای که در پی گذشت ۴۵ سال، مردم نائین هنوز این پزشک انسان دوست را از خود می‌دانند، به یادش سخن گفته و از سعی اش برای فراگیری زبان و لهجهٔ نایینی قصه‌ها می‌گویند…»